# 10762 фон Лауе
10762 фон Лауе (10762 von Laue) — астероїд головного поясу, відкритий 12 жовтня 1990 року.
Тіссеранів параметр щодо Юпітера — 3,232.
Названо на честь німецького фізика Макса фон Лауе (нім. Max Theodor Felix von Laue, 1879 — 1960), лауреат Нобелівської премії за відкриття дифракції рентгенівських променів на кристалах.